# Xavier Rull i Muruzàbal
Xavier Rull i Muruzàbal   (Falset, 1972) és un filóleg català. Doctor en filologia catalana, màster en lexicografia i professor titular de la Universitat Rovira i Virgili, ha treballat a la Universitat de Lleida i la Universitat Oberta de Catalunya.
Especialitzat en lexicologia, investiga els processos de formació de nous mots en llengua catalana i els neologismes. Ha publicat articles i llibres relacionats amb la terminologia i la història de la llengua com Diccionari del vi (1999), Els estrangerismes del català (2008) i Repertori andorrà (2014). En l'àmbit literari, ha publicat la saga de novel·les d'aventures espacials Skørdåt.